# جعلان بنی بوعلی

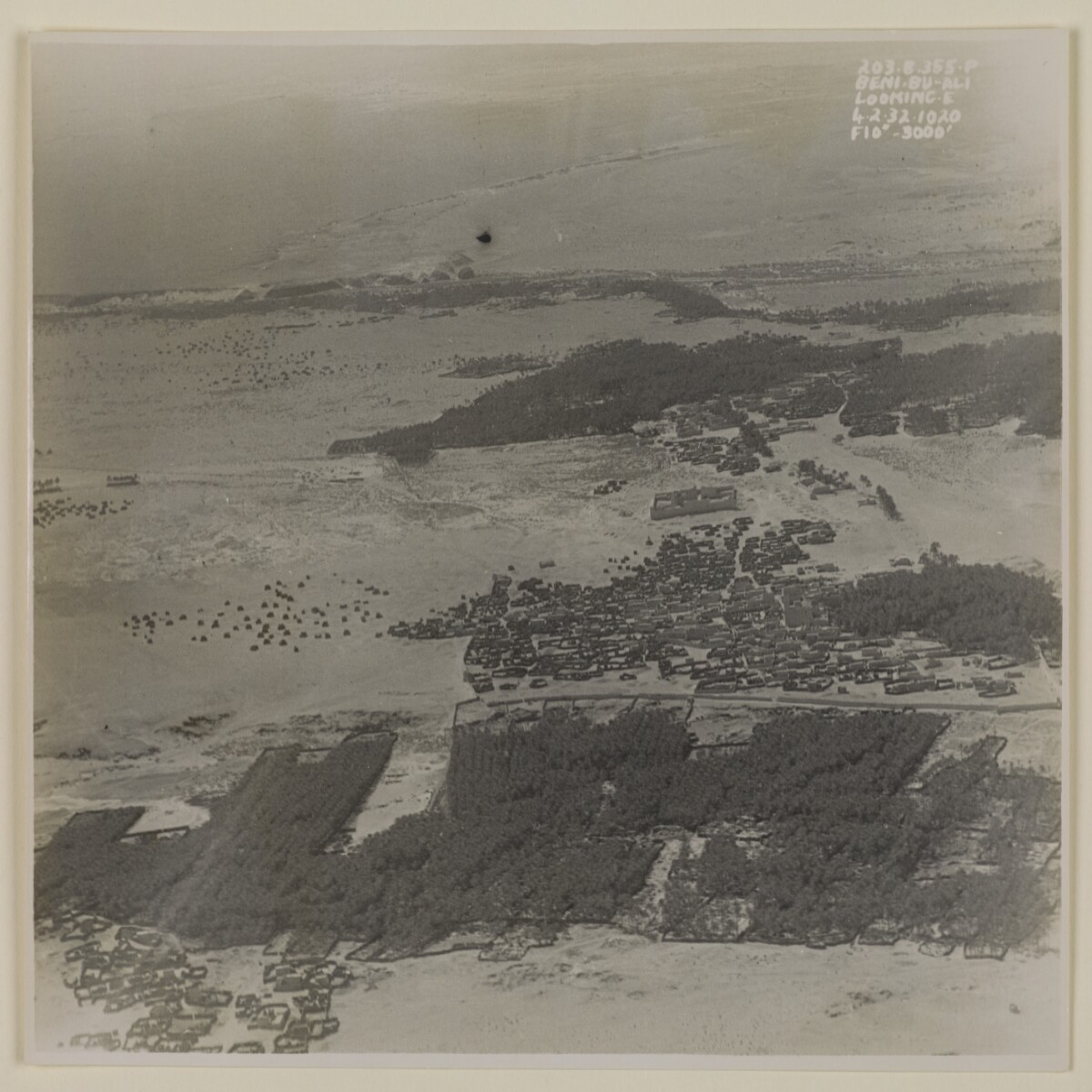
نگاره‌ای کهن از شهرستان جعلان بنی بو علی در سال ۱۹۳۲

 شهرستان جعلان بنی بو علی  (به عربی:  ولایة جعلان بنی بو علی ) 
شهرستانهای منطقه شرقی در کشور پادشاهی عمان است. 

## جمعیت
جمعیت آن  در حدود ۲۵۷۱۷     هزار نفر می‌باشد.